# Fauth (månekrater)
Fauth er et lille, dobbelt nedslagskrater på Månen. Det befinder sig på Månens forside og er opkaldt efter den tyske selenograf Philipp J.H. Fauth (1867 – 1941).
Navnet blev officielt tildelt af den Internationale Astronomiske Union (IAU) i 1935. 

## Omgivelser
Fauthkrateret ligger i udkanten af de forrevne sydlige volde af Copernicuskrateret. Det ligger i Mare Imbrium, nordøst for Reinholdkrateret.

## Karakteristika
Dannelsen består af de sammensluttede kratere Fauth og det lidt mindre "Fauth A". Det sidstnævnte småkrater skærer ind i Fauthkraterets sydlige rand og har en radius på 9,6 km. Fauth er mest sandsynligt et sekundært krater, som dannedes i forbindelse med Copernicuskraterets opståen.

## Satellitkratere
De kratere, som kaldes satellitter, er små kratere beliggende i eller nær hovedkrateret. Deres dannelse er sædvanligvis sket uafhængigt af dette, men de får samme navn som hovedkrateret med tilføjelse af et stort bogstav. På kort over Månen er det en konvention at identificere dem ved at placere dette bogstav på den side af satellitkraterets midte, som ligger nærmest hovedkrateret. Fauthkrateret har følgende satellitkratere:
| Fauth | Længde | Bredde  | Diameter |
| ----- | ------ | ------- | -------- |
| A     | 6,0° N | 20,1° V | 10 km    |
| B     | 5,8° N | 19,3° V | 3 km     |
| C     | 5,2° N | 18,8° V | 4 km     |
| D     | 6,0° N | 18,4° V | 5 km     |
| E     | 5,4° N | 20,7° V | 4 km     |
| F     | 5,5° N | 17,4° V | 4 km     |
| G     | 5,3° N | 16,2° V | 3 km     |
| H     | 4,8° N | 16,2° V | 4 km     |

## Måneatlas
- Billeder af Fauthkrateret i LPI-måneatlasset